# تاريخ علم المناعة

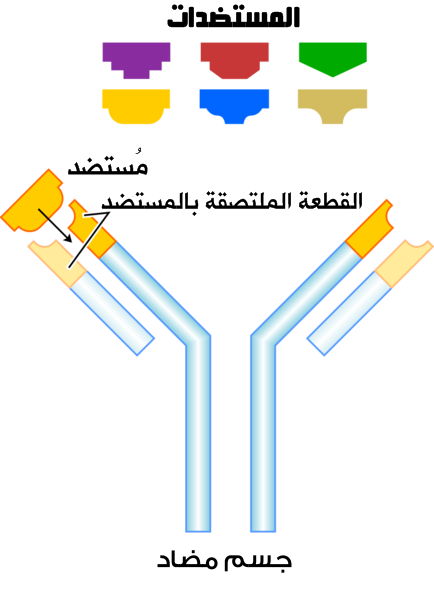
يمثل الجسم المضاد والجسم المستضد أساس علم المناعة

مر علم المناعة بمراحل من التطور وبجدول زمني لكيفية تفسير مقاومة جسم الإنسان المناعي للأمراض الفيروسة والبكتيرية والفطرية، ولمقدرة الجسم على التغلب على الأمراض حال اصابة الجسم بها وكل هذا تحت مسمى علم المناعة.

## القرن السادس عشر
- 1549 كان هذا التاريخ أقرب تاريخ عرف فيه اكتشاف تلقيح الجدري (تجدير) حدث ذلك في بلدة وان تشيوان في الفترة (1499 - 1582).[1]

## القرن الثامن والتاسع عشر
- 1718 لاحظة سيدة ماري رتلي مونتاجو زوجة السفير البريطاني في القسطنطينية الآثار الإيجابية للتجدير (التلقيح لمرض الجدري) على السكان الأصليين وكان أسلوب يقوم على أطفالها.
- 1796 ظهور أولى علامات التطعيم ضد الجدري على يد الطبيب ادوارد جينر.
- 1837 أول وصف لدور الميكروبات في التعفن والتخمر على يد العالم ثيودور شوان.
- 1838 تأكيد دور الخميرة في تخمير السكر إلى كحول على يد تشارلز شانيارد لاتور.
- 1840 أول اقتراح لنظرية الجرثومة في المرض بواسطة العالم جاكوب هنلي.
- 1850 اكتشاف المظاهر الطبيعة لحمى النفاس المعدية على يد الطبيب ايجنز سيملويس.
- 1870 - 1857 تأكيد دور الميكروبات في التخمير على يد لويس باستور.
- 1862 اكتشاف البلعمة (الخلايا المناعية البالعة للميكروبات) على يد العالم ارنست هيجل.
- 1867 ممارسة العقيم في الجراحة باستخدام حامض الكربوليك بواسطة جوزيف ليستر.
- 1876 أول مظاهرة اثبات أن الميكروبات يمكن أن تسبب مرض الجمرة الخبيثة بواسطة روبرت كوخ.
- 1877 اكتشاف خلايا ماست خلية صارية بواسطة بول إيرليك.
- 1878 تأكيد وتعميم نظرية جرثومة المرض على يد العالم لويس باستور.
- 1880 - 1881 نظرية عوامل الضرواوة البكتيرية يمكن أن تخفف في المختبر وتستخدم اللقاحات، وهي أن الميكروبات الموهنة الضعيفة ستنتج الحصانة المتاعية وكان هذا بواسطة لويس باستور.
- 1883 - 1905 اثبات النظرية الخلوية للحصانة عن طريق الخلايا البالعة بواسطة إيلي ميتشنيكوف.
- 1885 مقدمة لمفهوم التطعيم العلاجي، التقرير الأول كان عن التطعيم المخفف من لقاح لداء الكلب بواسطة لويس باستور.
- 1888 تحديد السموم البكتيرية (الدفتيريا عصية) بواسطة العالمين بيار رو والكسندر يرسين.
- 1888 قتل البكتيريا في الدم على يد العالم جورج نوتال.
- 1890 ظهور أولى مظاهرة نشاط الأجسام المضادة ضد الخناق والكزاز السموم اعتمادا على نظرية حصانة الأجسام المضادة بواسطة العالمين إميل فون بهرنغ وكيتاساتو شيباسابورو.
- 1891 ظهور أولى علامات الكتانوس الجلدي وفرط الحساسية على يد العالم روبرت كوخ.
- 1893 استخدام البكتيريا الحية ولست البكتيرية الميتة لعلاج الأورام على يد العالم ويليام كولي.
- 1894 انحلال الجراثيم بواسطة العالم ريتشارد فايفر.
- 1896 اكتشاف مضادات البكتيريا ونظام جملة المتممة بواسطة العالم جول بورديه.

## القرن العشرين
- 1900 نظرية تشكيل الأجسام المضادة على يد العالم بول إيرليك.
- 1901 اكتشاف فصائل الدم بواسطة العالم كارل لاندشتاينر.
- 1902 اكتشاف فرط الحساسية المفرطة الفوري على يد العالمين بول بورتر وتشارلز ريشه.
- 1903 فرط الحساسية المتوسطة وأرتوس ريأكشن بواسطة العالم موريس أرتوس.
- 1903 تكتشاف الابسنايزنق المناعي.
- 1905 اكتشاف مرض سيروم الحساسي على يد العالمين كليمنس فون بيركيه وبيلا شيك.
- 1909 اقترح العالم بول إيرليك فرضية المراقبة المناعية للأورم والقضاء عليها.
- 1911 الاكتشاف الثاني للسبب الترشيحي الذي يسبب الأورام بواسطة العالم بيتن الروس.
- 1917 اكتشاف الهابتن ناشبة على يد العالم كارل لاندشتاينر.
- 1921 تكتشاف الحساسية الجلدية بواسطة العالمين أوتو براوسنيتز وهاينز كوستنر.
- 1924 اكتشاف نظام جملة شبكية بطانية.
- 1938 وضع فرضية أن المستضد يرتبط بالضد على يد العالم يوحنا ماراك.
- 1940 تحديد مستضدات فصائل الدم على يد العالمين كارل لاندشتاينر والكسندر وينر.
- 1942 اكتشاف تأق وهي حالة فرط الحساسية تصيب عدة أجسام حيوية على يد العالمين كارل لاندشتاينر وميريل تشيس.
- 1942 المواد المساعدة (ادجوفنت) وهي مواد مناعية تؤثر في مواد مناعية أخرى بواسطة العالمين جول فرويند وكاثرين ماك ديرموت.
- 1944 فرضية رفض العضو المنقول من شخص لشخص اخر من نفس الفصيلة.
- 1945 اكتشاف اختبار كومبس ضد الغلوبولين.
- 1946 التعرف على معقد التوافق النسيجي الكبير من قبل جورج سنيل وبيتر جورج.
- 1948 إنتاج الأجسام المضادة في خلايا البلازما البائية.
- 1949 نمو فيروس شلل الأطفال في مزرعة الأنسجة بواسطة العلماء جون إندرز وتوماس ويلر وفريدريك روبنز.
- 1949 فرضية التحمل المناعي.
- 1951 وضع لقاح ضد الحمى الصفراء.
- 1953 اكتشاف مرض جراف فرسس هوست دسيس.
- 1953 وضع فرضية التحمل المناعي.
- 1957 نظرية الاختيار نسيلي بواسطة العالم فرانك ماكفارلين بيرنت.
- 1957 اكتشاف مضاد للفيروسات من قبل أليك ايزاك وجان يندنمان.[2]
- 1958-1962 اكتشاف مستضدات الكريات البيضاء البشرية بواسطة جان داوست.
- 1959-1962 اكتشاف بنية الأجسام المضادة وتوضيحها بشكل مستقل من قبل جيرالد إيدلمان ورودني بورتر.
- 1959 اكتشاف الدورة الدموية اللمفاوية بواسطة العالم جيمس قوانس.
- 1960 اكتشاف الخلايا اللمفاوية لواسطة بيتر نويل.
- 1961-1962 اكتشاف تورط الغدة الصعترية في المناعة الخلوية بواسطة جاك ميلر.
- 1963 تطوير فحص اللوحة لتعداد الخلايا المكونة للأجسام المضادة في المختبر بواسطة نيلز جيرن وألبرت نوردين.
- 1963 العالمان جيل وكومبس يصنفان فرط الحساسية.
- 1964-1968 اكتشاف أن الخلايا البائية والتائية تتعاونان في الاستجابة المناعية.
- 1965 اكتشاف أول نشاط للمفاويات بواسطو العلماء شينبي كاماكورا ولويس وفينشتاين وغوردون وماكلين.
- 1965 اكتشاف الانترفيرون المناعي (انترفيرون غاما) بواسطة العالم يلوك.
- 1965 اكتشاف المناعية الإفرازية.
- 1967 تحديد إي جي أي كجسم مستضد بواسطة العالم كيميشيج ايشيزاكا.
- 1968 اكتشاف كريات البيض تدعى اميونوجين لها علاقة برفض انتقال الاعضاء من شخص لشخص اخر بواسطة العالمان وليام الكينز ورونالد غوتمان.
- 1969 اكتشاف مقياس الانحلال اللمفاوي الخلوي Cr51 بواسطة العالمين تيودور برونر) وجان شارل.
- 1971 اخترع بيتر بيرلمان وإيفا اينقفال في جامعة ستوكهولم طريقة الاليزا (ELISA).
- 1972 اكتشاف الهيكل الجزيء الضد (antibody).
- 1973 الخلايا الجذعية وصفت لأول مرة من قبل العالم رالف ستينمان.
- 1974 اكتشاف الشبكة الفرضية المناعية من قبل العالم نيلز جيرن.
- 1975 إنشاء أول الأجسام المضادة وحيدة النسيلة من قبل العالمين جورج كولر وسيزار ميلشتاين.[3]
- 1975 نظرية الشبكة المناعي للعالم جيفري هوفمان دبليو.
- 1975 اكتشاف الخلايا القاتلة الطبيعية للعلماء رولف كيسلينج وايفا كلاين وهانز ويقزل.
- 1976 تحديد جسدية إعادة التركيب من الجينات المناعي بواسطة العالم سوسومو تونيقاوا.
- 1979 اكتشاف جيل من الخلايا وحيدة النسيلة التائية بواسطة العالم كيندال سميث.
- 1980-1983 اكتشاف وتوصيف انترلوكين الأول والثاني للعالم كيندال سميث.
- 1981 اكتشاف مستقبلات انترلوكين الأول والثاني للعالم كيندال سميث.
- 1983 اكتشاف المستضد التائي للخلية المستقبلة TCR للعلماء إليس رينهز وفيليبا ماراك وجون كابلر وجيمس أليسون.[4]
- 1983 اكتشاف فيروس نقص المناعة البشرية للعالم لوك مونتانييه.
- 1984 أول تحليل خلية واحدة من تكاثر الخلايا اللمفاوية للعالمين دورين كانتريل وكيندال سميث.
- 1985-1987 تحديد الجينات لمستقبلات الخلية التائية.
- 1986 اكتشاف لقاح التهاب الكبد B التي تنتجها الهندسة الوراثية.
- 1986 الاستجابة التائيه المساعدو Th1 مقابل الاستجابة Th2 نموذج من وظيفة الخلايا التائية المساعد للعالم تيموثي موسمان.
- 1988 اكتشاف مثبطات بيوكيميائية تائية الخلية لـ CD4 وCD8 للعالم كريستوفر رود.
- 1991 دور الببتيد لهيكل لـ MHC من الدرجة الثانية للعالمين شهرزاد صادق الناصري ورونالد جيرمان.
- 1992 اكتشاف الخلايا البائية الانتقالية للعالم ديفيد ألمان ومايكل.[5][6]
- 1994 نموذجا الخطر للتسامح المناعية للعالم بولي ماتزينقر.
- 1995 خلايا التائية التنظيمية للعالم شمعون ساكاجوتشى.
- 1995 أول تجربة لقاح للخلايا الجذعية التي أبلغ عنها العالم موخرجي وآخرون.
- 1996-1998 تحديد مستقبلات تول ليك.

## القرن الحادي والعشرين
- 2001 اكتشاف FOXP3 وهو الجين التوجيهي لتطور الخلايا التائية التنظيمية.
- 2005 تطوير لقاح فيروس الورم الحليمي البشري للعالم إيان فريزر.
- 2010 - إنتاج أول مثبط مناعي (checkpoint)، سمي إيبيليموماب (المضاد CTLA-4)، والتي وافقت عليه إدارة الأغذية والعقاقير الأمريكية لعلاج المرحلة الرابعة لسرطان الجلد.
- 2011 استطاع كارل يونيو من تسجل أول حالة لاستخدام ناجح لكار الخلايا التائية، وذلك لعلاج CD19 الأورام الخبيثة.
- 2014 اعتماد الدرجة الثانية من المثبطات المناعية أو (immune checkpoint inhibitor) مضاد PD-1، وذلك من قبل إدارة الاغذية والعقاقير الأمريكية لعلاج سرطان الجلد، اثنين من الأدوية المختلفة تمت الموافقة عليها وهي بيمبروليزوكاب (بالإنجليزية: pembrolizumab) ونيفولوماب (بالإنجليزية: nivolumab) وذلك في غضون أشهر قليلة من اعتمادها الأول.
- 2016 ماثيو م. هالبرت أول من ميز دور الخلية المتغصنة وبالتحديد بروتين مرتبط بالخلايا اللمفاوية التائية السامة 4 في خلية تي المساعدة.
- 2016 تمت الموافقة على الفئة الثالثة من الموانع المثبطة، وبروتين أتيزوليزوماب لعلاج سرطان المثانة.